# ATP Tour World Championships 1995 - Doppio
Il doppio dell'ATP Tour World Championships 1995 è stato un torneo di tennis facente parte dell'ATP Tour.
Jan Apell e Jonas Björkman erano i detentori del titolo, ma quest'anno hanno fallito la qualificazione.
Grant Connell e Patrick Galbraith hanno battuto in finale 7–6, 7–6, 3–6, 7–6 Jacco Eltingh e Paul Haarhuis.

## Teste di serie
1. Todd Woodbridge /  Mark Woodforde (semifinali)
2. Jacco Eltingh /  Paul Haarhuis (finale)
3. Grant Connell /  Patrick Galbraith (campioni)
4. Cyril Suk /  Daniel Vacek (semifinali)

1. Mark Knowles /  Daniel Nestor (round robin)
2. Rick Leach /  Scott Melville (round robin)
3. Tommy Ho /  Brett Steven (round robin)
4. Luis Lobo /  Javier Sánchez (round robin)

## Tabellone

### Legenda
| - Q = Qualificato - WC = Wild card - LL = Lucky loser | - ALT = Alternate - SE = Special Exempt - PR = Protected Ranking | - w/o = Walkover - r = Ritirato - d = Squalificato |

### Finali
|  | Semifinali | Semifinali                      | Semifinali                      | Semifinali                      | Semifinali                      | Semifinali | Semifinali |  |  | Finale                          | Finale                          | Finale                          | Finale | Finale | Finale | Finale |  |
|  |            |                                 |                                 |                                 |                                 |            |            |  |  |                                 |                                 |                                 |        |        |        |        |  |
|  | 3          | Grant Connell Patrick Galbraith | Grant Connell Patrick Galbraith | Grant Connell Patrick Galbraith | Grant Connell Patrick Galbraith | 7          | 6          |  |  |                                 |                                 |                                 |        |        |        |        |  |
|  | 1          | Todd Woodbridge Mark Woodforde  | Todd Woodbridge Mark Woodforde  | Todd Woodbridge Mark Woodforde  | Todd Woodbridge Mark Woodforde  | 6          | 3          |  |  | Grant Connell Patrick Galbraith | Grant Connell Patrick Galbraith | Grant Connell Patrick Galbraith | 7      | 7      | 3      | 7      |  |
|  | 2          | Jacco Eltingh Paul Haarhuis     | Jacco Eltingh Paul Haarhuis     | Jacco Eltingh Paul Haarhuis     | Jacco Eltingh Paul Haarhuis     | 6          | 6          |  |  | Jacco Eltingh Paul Haarhuis     | Jacco Eltingh Paul Haarhuis     | Jacco Eltingh Paul Haarhuis     | 6      | 6      | 6      | 6      |  |
|  | 4          | Cyril Suk Daniel Vacek          | Cyril Suk Daniel Vacek          | Cyril Suk Daniel Vacek          | Cyril Suk Daniel Vacek          | 3          | 2          |  |  |                                 |                                 |                                 |        |        |        |        |  |

### Gruppo A
|   |                                | Woodbridge Woodforge | Suk Vacek     | Knowles Nestor | Ho Steven     | RR W–L | Set W–L | Game W–L | Posizione |
| 1 | Todd Woodbridge Mark Woodforde |                      | 7–6, 2–6, 6–4 | 6–7, 6–4, 7–6  | 6–7, 6–3, 6–2 | 3–0    | 6–3     | 52–45    | 1         |
| 4 | Cyril Suk Daniel Vacek         | 6–7, 6–2, 4–6        |               | 6–3, 7–5       | 6–3, 7–6      | 2–1    | 5–2     | 42–32    | 2         |
| 5 | Mark Knowles Daniel Nestor     | 7–6, 4–6, 6–7        | 3–6, 5–7      |                | 4–6, 4–6      | 0–3    | 1–6     | 33–44    | 4         |
| 7 | Tommy Ho Brett Steven          | 7–6, 3–6, 2–6        | 3–6, 6–7      | 6–4, 6–4       |               | 1–2    | 3–4     | 33–39    | 3         |

La classifica viene stilata in base ai seguenti criteri: 1) Numero di vittorie; 2) Numero di partite giocate; 3) Scontri diretti (in caso di due giocatori pari merito ); 4) Percentuale di set vinti o di games vinti (in caso di tre giocatori pari merito ); 5) Decisione della commissione.

### Gruppo B
|   |                                 | Eltingh Haarhuis | Connell Galbraith | Leach Melville | Lobo Sanchez  | RR W–L | Set W–L | Game W–L | Posizione |
| 2 | Jacco Eltingh Paul Haarhuis     |                  | 7–6, 6–2          | 7–5, 6–3       | 7–5, 6–1      | 3–0    | 6–0     | 39–22    | 1         |
| 3 | Grant Connell Patrick Galbraith | 6–7, 2–6         |                   | 6–3, 6–2       | 7–5, 6–7, 3–6 | 1–2    | 3–4     | 36–36    | 2         |
| 6 | Rick Leach Scott Melville       | 5–7, 3–6         | 3–6, 2–6          |                | 7–5, 6–2      | 1–2    | 2–4     | 26–32    | 4         |
| 8 | Luis Lobo Javier Sánchez        | 5–7, 1–6         | 5–7, 7–6, 6–3     | 5–7, 2–6       |               | 1–2    | 2–5     | 31–42    | 3         |

La classifica viene stilata in base ai seguenti criteri: 1) Numero di vittorie; 2) Numero di partite giocate; 3) Scontri diretti (in caso di due giocatori pari merito ); 4) Percentuale di set vinti o di games vinti (in caso di tre giocatori pari merito ); 5) Decisione della commissione.